# 迪蒙·迪维尔站
迪蒙·迪维尔站（法語：Base Dumont d'Urville）是一个位于南极洲的法国科学考察站，也是阿黛利地的首府，位于地质学群岛中的海燕岛。它得名于法国探险家儒勒·迪蒙·迪维尔。1840年1月21日，迪维尔的远征队抵达了地质学群岛中的迪穆兰群岛（在地质学群岛的东北部）的德巴克芒岩。
迪蒙·迪维尔站由法国极地研究所，(一个由法国公众和公共服务机构共同运营的组织）运营。

## 参阅
- 南极科学考察站
- 康宏站